# 8 kvinnor
8 kvinnor (franska: 8 femmes) är en fransk musikal-deckarkomedi från 2002, i regi av François Ozon, baserad på en pjäs av Robert Thomas.

## Handling
Filmen utspelas under 1950-talet på en stor herrgård, där en familj med tjänstefolk håller på med julförberedelser. Husets ägare hittas mördad i sin säng, och mörderskan måste vara en av de åtta kvinnor som finns i huset. Var och en av kvinnorna har en historia att berätta, och hemligheter att dölja.

## Om filmen
Hela ensemblen vann Silverbjörnen för "enastående artistisk insats" vid Filmfestivalen i Berlin 2002, och European Film Awards-priset för bästa skådespelerska. I Sverige hade filmen premiär luciadagen 2002.

## Rollista
| Danielle Darrieux | – Mamy, husets matriark                        |
| Isabelle Huppert  | – Augustine, hennes dotter                     |
| Catherine Deneuve | – Gaby, hennes andra dotter och offrets hustru |
| Dominique Lamure  | – Marcel, offret                               |
| Virginie Ledoyen  | – Suzon, offrets äldre dotter                  |
| Ludivine Sagnier  | – Catherine, offrets yngre dotter              |
| Fanny Ardant      | – Pierrette, offrets syster                    |
| Emmanuelle Béart  | – Louise, den nya kammarjungfrun               |
| Firmine Richard   | – Madame Chanel, kokerskan                     |